# Tlokwe
Tlokwe (officieel Tlokwe Local Municipality) was een gemeente in het Zuid-Afrikaanse district Dr Kenneth Kaunda met als hoofdplaats Potchefstroom. De voormalige gemeente Tlokwe lag in de provincie Noordwest en telde 162.762 inwoners. Na de lokale Zuid-Afrikaanse verkiezingen van augustus 2016 werd de gemeente Tlokwe samen met de gemeente Ventersdorp toegevoegd aan de nieuw gevormde gemeente JB Marks Local Municipality. De belangrijkste stad binnen de voormalige gemeente was Potchefstroom. 

## Hoofdplaatsen
Het nationaal instituut voor de statistiek, Stats SA, deelde sinds de census 2011 deze gemeente in tien zogenaamde hoofdplaatsen in (main place):
Boskop • Ikageng • Lindequesdrif • Matlwang A • Matlwang B • Mohadin • Mooivallei Park • Potchefstroom • Promosa • Tlokwe City Council NU.

## In het nieuws
In februari 2013 kwam de burgemeester van Tlokwe, prof. Annette Combrink in het nieuws, omdat zij weigerde de dienstauto te gaan gebruiken die net opgeleverd werd. Deze wagen werd besteld door en gemodificeerd voor haar voorganger Maphetle Maphetle. Het ging om een Mercedes-Benz C350 CDI ter waarde van 736.000 rand (ruim 46.000 euro). Professor Combrink bleef met het oog op de grote armoede in Tlokwe liever haar negen jaar oude Volkswagen Passat gebruiken. Zij behoorde tot de Democratische Alliantie, die in de minderheid was binnen de gemeenteraad, maar door onenigheid in de gelederen van het ANC werd zij toch burgemeester. Het ANC verklaarde dat zij haar zo snel mogelijk uit haar post wilden ontheffen en haar weer vervangen door Maphetle. Voor korte tijd gebeurde dit ook, maar in juli 2013 stemden opnieuw de ANC-leden van de raad tegen Maphetle en voor Combrink. Deze had inmiddels een onderzoek gelast naar malversaties door Maphetle. De ANC-leden van de raad werden geroyeerd door het ANC en 4 juli 2013 zouden er tussentijdse verkiezingen gehouden worden om de opengevallen plaatsen weer te vullen.